# Catherine Smith
Catherine Anne Smith, baronne Smith de Cluny (née le 4 mai 1973), est une avocate écossaise et pair à vie qui occupe le poste d'avocat général pour l'Écosse depuis 2024. Elle est la plus jeune fille de l'ancien chef du Parti travailliste John Smith.

## Jeunesse et éducation
Catherine Anne Smith est née le 4 mai 1973 à Édimbourg, la plus jeune de trois filles. Son père, John Smith, est à l'époque député de North Lanarkshire, et est ensuite chef du Parti travailliste de 1992 jusqu'à sa mort en 1994. Sa mère, Elizabeth Smith (née Bennett), est nommée pair à vie et siège à la Chambre des lords en tant que baronne Smith de Gilmorehill en 1995. Sa sœur aînée, Sarah Smith, est journaliste à la BBC.
Elle fait ses études à la Boroughmuir High School à Édimbourg. Elle étudie l'histoire et le droit à l'Université de Glasgow, obtenant une maîtrise ès arts (MA) et une licence en droit (LLB), suivie d'un diplôme en pratique juridique (DipLP) de l'Université de Strathclyde .

## Carrière
Après avoir travaillé comme parajuriste à Sydney, Smith est avocat à Glasgow et à Oban de 1999 à 2004. Elle est admise au barreau en tant que membre de la Faculté des avocats en 2007 et est nommée conseillère de la reine en 2021. elle siège comme shérif à temps partiel depuis 2022. Elle travaille principalement dans le domaine de la réparation et du droit public, se spécialisant dans les cas de préjudice corporel, de négligence clinique et de contrôle judiciaire. Avant sa nomination au poste d'avocat général pour l'Écosse en 2024, elle est membre du cabinet d'avocats d'Édimbourg Compass Chambers.
Elle est membre fondateur de Justice Scotland, une branche de l'organisation non gouvernementale Justice basée à Londres, qui promeut la réforme du droit et les droits de l'homme, et en est vice-présidente de 2012 à 2022. Elle est conseillère auprès du Tribunal des pouvoirs d'enquête. Entre 2012 et 2021, elle est conseillère juridique junior permanente auprès de l'avocat général, sous les ordres de Lord Wallace de Tankerness, Lord Keen d'Elie et Lord Stewart de Dirleton. Smith est nommée au panel de conseillers de la Commission pour l'égalité et les droits de l'homme en 2015 et est membre avocat du Conseil écossais de justice civile depuis 2020.
Smith est cofondatrice et préside le John Smith Centre for Public Service de l'Université de Glasgow depuis 2014.

### Avocat général pour l'Écosse
Le 29 août 2024, Smith est nommée avocat général pour l'Écosse, un juriste de la Couronne qui conseille le gouvernement britannique sur le droit écossais. Sa nomination marque la première fois que les trois magistrats écossais sont des femmes, aux côtés de Dorothy Bain (en) (Lord Advocate) et Ruth Charteris (en) (Solliciteur général pour l'Écosse).
Smith est créée pair à vie en tant que baronne Smith de Cluny, de Cluny dans la ville d'Édimbourg, le 9 octobre pour lui permettre de siéger à la Chambre des lords.